# Liste der Biografien/Fut
Liste der Biografien |
Portal Biografien |
Personensuche
# |
A |
B |
C |
D |
E |
F |
G |
H |
I |
J |
K |
L |
M |
N |
O |
P |
Q |
R |
S |
T |
U |
V |
W |
X |
Y |
Z |
?
 
Fa |
Fe |
Ff |
Fh |
Fi |
Fj |
Fk |
Fl |
Fm |
Fn |
Fo |
Fr |
Ft |
Fu |
Fy
 
Fua |
Fub |
Fuc |
Fud |
Fue |
Fuf |
Fug |
Fuh |
Fui |
Fuj |
Fuk |
Ful |
Fum |
Fun |
Fuo |
Fuq |
Fur |
Fus |
Fut |
Fuw |
Fux |
Fuy |
Fuz
Die Liste der Biografien führt alle Personen auf, die in der deutschsprachigen Wikipedia einen Artikel haben. Dieses ist eine Teilliste mit 54 Einträgen von Personen, deren Namen mit den Buchstaben „Fut“ beginnt.

## Fut

### Futa
- Futa, André-Philippe (1946–2009), kongolesischer Politiker
- Futabatei, Shimei (1864–1909), japanischer Schriftsteller
- Futabayama, Sadaji (1912–1968), japanischer Sumōringer und der 35. Yokozuna
- Futács, Márkó (* 1990), ungarischer Fußballspieler
- Futada, Koji (* 1938), japanischer Politiker
- Futagawa, Takahiro (* 1980), japanischer Fußballspieler
- Futahaguro, Kōji (1963–2019), japanischer Sumōringer und 60. Yokozuna
- Futaih, Fuad Al- (1948–2018), jemenitischer Künstler, Maler und Illustrator
- Futakami, Tatsuya (1932–2016), japanischer Shōgispieler, japanischer Sportfunktionär
- Futaki, Kenzō (1873–1966), japanischer Bakteriologe
- Futaki, Makiko (1958–2016), japanische Grafikerin und Animatorin
- Futami, Hiroshi (* 1992), japanischer Fußballspieler

### Futc
- Futch, Eddie (1911–2001), US-amerikanischer Boxer und Boxtrainer

### Fute
- Futerman, Samantha (* 1987), südkoreanisch-amerikanische Schauspielerin

### Futh
- Füth, Heinrich (1868–1951), deutscher Mediziner und Gynäkologe
- Futh, Karl (* 1879), deutscher Polizeibeamter

### Futi
- Füting, Reiko (* 1970), deutscher Komponist, Musikprofessor und Experte für alte Chormusik
- Futius Lusius Saturninus, Quintus, römischer Suffektkonsul 41

### Futk
- Futkeu, Noel (* 2002), deutsch-kamerunischer Fußballspieler

### Futo
- Futó, Gyula (1908–1977), ungarischer Fußballspieler
- Futoransky, Luisa (* 1939), argentinische Schriftstellerin
- Futori, Yōichi (* 1982), japanischer Fußballspieler
- Futorny, Vyacheslav (* 1961), ukrainischer Mathematiker

### Futr
- Futran, Alexander (1877–1920), Politiker (USPD)
- Futran, Alfred (1901–1970), deutscher Journalist und Apartheidsgegner
- Futre, Paulo (* 1966), portugiesischer Fußballspieler
- Futrell, Junius (1870–1955), US-amerikanischer Politiker, Gouverneur von Arkansas
- Futrelle, Jacques (1875–1912), US-amerikanischer SchriftstellerJacques Futrelle (1875–1912)

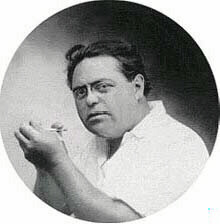
Jacques Futrelle (1875–1912)

### Futs
- Futscher, Christian (* 1960), österreichischer Schriftsteller
- Futscher, Gerald (* 1962), österreichischer Komponist und Pianist

### Futt
- Futter, Andreas (* 1969), deutscher Bildhauer, Maler und Grafiker
- Futter, Emil (1877–1931), österreichischer Oberingenieur und Erbauer von Adhäsionsbahnen
- Futter, Victor (1919–2005), US-amerikanischer Jurist und Professor
- Futterer, Antonia Frederick (1871–1951), US-amerikanischer Bibelforscher und Prediger
- Futterer, August (1865–1927), deutscher Zeichner
- Futterer, Carl (1873–1927), Schweizer Komponist und Musikpädagoge
- Fütterer, Christine (* 1963), deutsche Fußballspielerin
- Fütterer, Danny (* 1975), deutscher Fußballspieler
- Fütterer, Dieter K. (* 1938), deutscher Geologe
- Fütterer, Heinz (1931–2019), deutscher Leichtathlet und Olympiamedaillengewinner
- Fütterer, Heribert (1894–1963), deutscher General der Flieger im Zweiten Weltkrieg
- Futterer, Josef (1871–1930), deutscher Zeichner, Maler und Radierer
- Futterer, Karl (1866–1906), deutscher Geologe und Asienforscher
- Futterknecht, Christian (1945–2022), österreichischer Schauspieler
- Futterknecht, Marie-Therese (* 1972), österreichische Schauspielerin
- Futterknecht, Thomas (* 1962), österreichischer Leichtathlet
- Futterman, Dan (* 1967), US-amerikanischer Schauspieler und Drehbuchautor
- Futterman, Joel (* 1946), US-amerikanischer Jazzmusiker
- Futterman, Nika (* 1969), US-amerikanische Schauspielerin und Synchronsprecherin
- Futterweit, Norbert (1898–1933), österreichischer Juwelier jüdischer Abstammung

### Futu
- Futun al-Adiliya, Sängersklavin
- Future (* 1983), US-amerikanischer RapperFuture (* 1983)
- futurebae, deutsche Rapperin

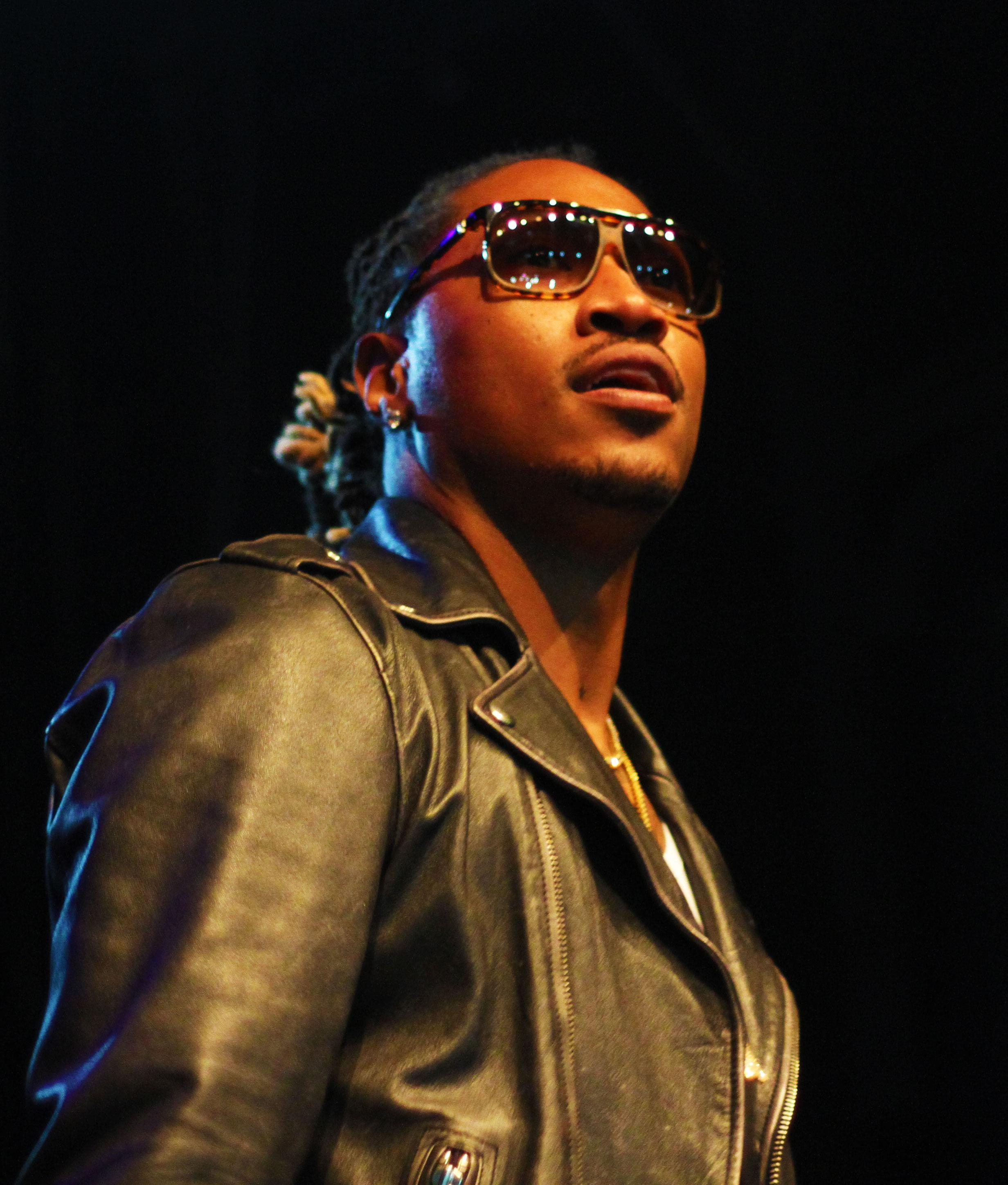
Future (* 1983)

- Futuyma, Douglas J. (* 1942), US-amerikanischer Biologe